# Tatiana Nabíyeva
Tatiana Nabíyeva (o Nabieva; Pushkin, Rusia, 21 de noviembre de 1994) es una gimnasta artística rusa, campeona mundial en 2010 en el concurso por equipos.

## Carrera deportiva
En el Mundial de Róterdam 2010 gana el oro en el concurso por equipos. Rusia queda por delante de Estados Unidos (plata) y China (bronce); sus compañeras de equipo eran: Ksenia Afanasyeva, Aliya Mustafina, Ksenia Semenova, Ekaterina Kurbatova y Anna Dementyeva.
En el Mundial de Tokio 2011 gana dos platas: en asimétricas —donde queda tras su compatriota Viktoria Komova y por delante de la china Huang Qiushuang (bronce)— y en equipos, donde Rusia queda tras Rusia queda tras Estados Unidos y por delante de China, y sus compañeras de equipo fueron: Ksenia Afanasyeva, Viktoria Komova, Anna Dementyeva, Yulia Belokobylskaya y Yulia Inshina.
En el Mundial celebrado en Nanning (China) en 2014 consigue el bronce en el concurso por equipos —Rusia queda Estados Unidos (oro) y China (plata); sus compañeras de equipo fueron: Aliya Mustafina, Mariya Jarenkova, Ekaterina Kramarenko, Alla Sosnitskaya, Daria Spiridonova y Polina Fedorova.